# 에바 달랑
에바 달랑(Éva Darlan, 1948년 9월 3일 ~ )은 프랑스의 배우이다.

## 출연 작품
- 어 위도우 앳 라스트 (2008)
- 미남이시네요 (2005)
- 팜므 파탈 (2002)
- 크라임 씬 (2000)
- 1, 2, 3 태양 (1993)
- 폭풍우 치는 여름 (1989)
- 오른쪽에 주의하라 (1987)
- 핫 블러드 (1985)
- 사랑과 슬픔의 볼레로 (1981)
- 어떤 이혼녀 (1978)
- 끌레망스를 위하여 (1977)
- 요엣 (1976)